# Веселов, Александр Михайлович
Александр Михайлович Веселов (1907—1969) — красноармеец Рабоче-крестьянской Красной Армии, участник советско-финской и Великой Отечественной войн, Герой Советского Союза (1940).

## Биография
Александр Веселов родился 29 июня 1907 года в Киеве в рабочей семье. В 1918 году остался без родителей, воспитывался в детском доме, затем в трудовой колонии. В 1939 году Веселов был призван на службу в Рабоче-крестьянскую Красную Армию. Принимал участие в советско-финской войне, в ходе которой отличился. Был стрелком 331-го стрелкового полка 100-й стрелковой дивизии 7-й армии Северо-Западного фронта.
29 февраля 1940 года в ходе боя под Выборгом Веселов заменил собой в получившего ранение командира отделения. Умело управляя отделением, он сумел добиться выполнения поставленной перед ним задачи. Неоднократно участвовал в разведке, добыл ценные разведывательные данные о противнике. В ходе одного из боёв Веселов был три раза ранен, но поля боя не покинул.
Указом Президиума Верховного Совета СССР от 21 марта 1940 года красноармеец Александр Веселов был удостоен высокого звания Героя Советского Союза с вручением ордена Ленина и медали «Золотая Звезда» за номером 380.
В начале Великой Отечественной войны Веселов вновь добровольцем пошёл на службу в армию и ушёл на фронт. 25 июня 1941 года на границе с Румынией во время разведки он получил контузию. В 1942 году Веселов вновь вернулся на фронт. 7 декабря 1943 года он тяжело был ранен в голову, после чего демобилизовался как инвалид 2-й группы. Проживал в Киеве. Умер 2 декабря 1969 года, похоронен на Лукьяновском кладбище Киева.
Был также награждён орденом Красной Звезды и рядом медалей.